# Чжан Хань (династія Цінь)

Чжан Хань (помер приблизно у червні або липні 205 року до н. е.) — китайський військовий генерал династії Цінь. Між 209 і 208 роками до н. е., коли спалахнули повстання проти династії Цінь, Чжан Хань, разом із Сімою Сінь і Дун Ї, очолили війська Цінь у бій проти різних груп повстанців і перемогли деяких з них. Однак, вони програли силам повстанців на чолі з Сян Юєм у 207 році до н. е. у Битві при Джулу і були змушені здатися. Після того, як повстанці скинули династію Цінь у 206 році до н. е., Китай був розділений на Вісімнадцять держав і три генерали Цинь, які здалися, стали королями – Чжан Хань як Король Йону, Сіма Сінь як Король Саю і Дун Ї як Король Ді. Їхні три королівства були спільно відомі як Три Ціні тому, що вони знаходилися на території регіону Гуаньчжун, центру держави Цінь під час Періоду воюючих держав. У 205 році до н. е., Лю Бан, правитель Хань, вторгся в королівство Чжан Ханя і переміг його в битві. Після своєї поразки Чжан Хань покінчив життя самогубством.

## Життя
У 209 році до н. е. спалахнуло повстання Дацзесян під керівництвом Чень Шена та У Ґуана, яке спричинило серію повстань проти династії Цінь по всьому Китаю. Повстанські групи стверджували, що відновлюють шість колишніх держав, завойованих між 230 і 221 роками до нашої ери царства Цінь, попередницею династії Цінь. Чжоу Вень, один із заступників Чень Шена, зумів очолити авангардні сили, які наблизилися до Сяньяна, столиці Цінь, що викликало тривогу у імператора Цінь Ер Ши, який скликав зустріч зі своїми підданими, щоб обговорити, як протидіяти повстанцям. Чжан Хань, який тоді обіймав посаду міністра-стюарда (少府), запропонував імператору амністувати засуджених, які працювали робітниками в Мавзолеї Першого імператора Цінь, та завербувати їх для служби в армії Цінь. Імператор схвалив пропозицію Чжан Ханя та призначив його генералом, доручивши йому очолити сили Цінь у боротьбі з повстанцями. Чжан Хань переміг і відкинув Чжоу Веня, який покінчив життя самогубством. Потім імператор відправив Сіма Сіня та Дун Ї служити заступниками Чжан Ханя.
Війська Цінь під командуванням Чжан Ханя продовжували просування на схід і знищили повстанське угруповання Чень Шена. Потім Чжан Хань повів свої війська в атаку на повстанське угруповання Вей, розгромивши їх разом з підкріпленням з повстанського угруповання Ці. Після цього Чжан Хань перейшов до атаки на Тянь Жуна , лідера повстанського угруповання Ці, що спонукало Тянь Жуна звернутися за допомогою до Сян Ляна, лідера повстанського угруповання Чу. Потім Чжан Хань вступив у бій з Сян Ляном у битві при Дінтао; Сян Лян був розбитий і вбитий у бою.
У 207 році до н. е., коли Чжан Хань напав і обложив повстанську групу Чжао біля Цзюлу, лідер Чжао Чжао Сє звернувся за допомогою до повстанської групи Чу. Імператор І Чу, номінальний лідер повстанської групи Чу, відправив племінника Сян Ляна, Сян Юя, щоб допомогти своїм товаришам по повстанській групі. Сян Юй переміг Чжан Ханя в битві біля Цзюлу, незважаючи на значну чисельну перевагу. Коли Чжан Хань відправив Сіма Сіня просити підкріплення з Сяньяна, імператор відмовився надіслати допомогу, будучи обманутим Чжао Гао. Сима Сінь втік від убивць Чжао Гао на зворотному шляху та повідомив Чжан Ханю, що уряд Цінь потрапив під контроль Чжао Гао. Чжан Хань разом зі своїми заступниками та 200 000 воїнів зрештою здався Сян Юю.
Після падіння династії Цінь у 206 році до нашої ери, Сян Юй розділив колишню імперію Цінь на Вісімнадцять королівств. Чжан Хань та його два намісники були призначені правителями трьох із Вісімнадцяти королівств. Ці три королівства були відомі як Три Ціні, оскільки вони займали землі колишньої держави Цінь у регіоні Гуаньчжун. Пізніше того ж року війська Лю Бана, короля Хань, вторглися до Гуаньчжуна та захопили королівство Чжан Ханя в результаті несподіваної атаки. Чжан Хань відступив до Фейцю (廢丘; сучасний Сінпін, Шеньсі) і залишився там. Через рік, у червні або липні 205 року до нашої ери, армія Хань заполонила Фейцю, і Чжан Хань покінчив життя самогубством після своєї поразки.

## Зовнішні посилання
- Сіма Цянь. Записи великого історика, том 7, 8.
- Бань Ґу. Книга Хань, том 1, 31.